# Anton Vučkov
Anton Vučkov (* 1. Juni 1938 in Biograd na Moru, Königreich Jugoslawien; † 1. September 2017; serbokroatisch ursprünglich Ante Vučkov) war ein jugoslawischer Fußballspieler.

## Karriere
Der Stürmer, der zwei Spielzeiten dem Erstligisten Tresnjevka Zagreb angehörte, mit ihm in der 1. Runde des Messestädte-Pokal in zwei Spielen Belenenses Lissabon unterlegen war, wechselte zur Saison 1965/66 nach Deutschland zum Bundesliga-Aufsteiger FC Bayern München. Sein einziges Pflichtspiel für die Bayern bestritt er am 12. Februar 1966 beim 2:1-Sieg im Heimspiel gegen den SC Tasmania 1900 Berlin und erzielte dabei die 2:0-Führung. Damit ist er der erste für den FC Bayern München in der Bundesliga eingesetzte ausländische Fußballspieler. Nach zwei Spielzeiten wechselte er zur Saison 1967/68 zum niederländischen Zweitligisten PEC Zwolle, für den er jedoch kein Ligaspiel bestritt.

## Erfolge
- Europapokalsieger der Pokalsieger 1967 (mit dem FC Bayern München; ohne Einsatz)
- DFB-Pokal-Sieger 1966, 1967 (mit dem FC Bayern München; ohne Einsatz)